# Lijst van nationale parken in Uruguay
Hieronder volgt een lijst van nationale parken in Uruguay.
Naast nationale parken zijn er ook andere types natuurreservaten (Quebrada de los Cuervos, Valle del Lunarejo, Montes del Quegay, Laguna de Rocha,...). Samen vormen ze het SNAP (Sistema Nacional de Áreas Protegidas, Nationaal systeem van beschermde natuurgebieden).
| Nationaal park                                             | Stichtingsjaar | Oppervlakte (ha) | Foto |
| ---------------------------------------------------------- | -------------- | ---------------- | ---- |
| Nationaal park Esteros de Farrapos e Islas del Río Uruguay | 2008           | 6327             |      |
| Nationaal park Santa Teresa                                | 1927           | 3000             |      |
| Nationaal park San Miguel                                  | 1937           | 1542             |      |
| Nationaal park Cabo Polonio                                | 1976           | 25820            |      |
| Nationaal park Isla de Flores                              | 2018           | 3100             |      |
| Nationaal park Humedales e Islas del Hum                   | 2023           | 2226,8           |      |
| Nationaal park Isla e Islote del Lobos                     | 2024           | 4000             |      |